# Capito fitzpatricki
Capito fitzpatricki là một loài chim trong họ Capitonidae.